# Bureau International Permanent de la Paix

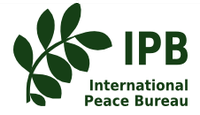
Logo des International Peace Bureau

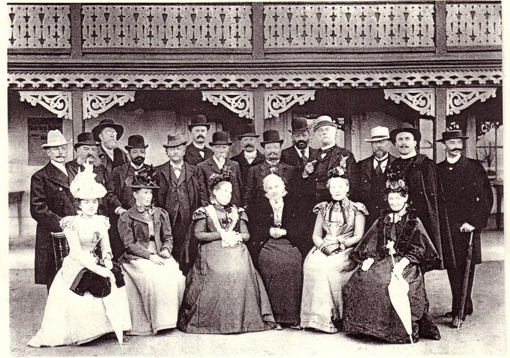
Vorstandstreffen des Internationalen Ständigen Friedensbüros in Bern 1899.

Das Bureau International Permanent de la Paix, englisch International Peace Bureau, zu deutsch Internationales Ständiges Friedensbüro, ist eine Organisation, die auf der 3. Interparlamentarischen Konferenz der interparlamentarischen Union am 13. November 1891 in Rom gegründet wurde, um Fragen und Anträge für künftige Friedenskonferenzen zu erarbeiten. Für das von diesem Büro ausgehende Engagement erhielt es 1910 den Friedensnobelpreis.

## Geschichte und Wirken
Als geistige Väter der Vereinigung wirkten der dänische Parlamentsabgeordnete Fredrik Bajer, der französische Journalist und Professor für Philosophie Charles Lemonier sowie der britische Pazifist Hodgson Pratt. Die Aufgaben der Organisation waren vor allem die Organisation und Durchführung der Internationalen Friedenskongresse, die Propaganda für den Frieden sowie die Kontaktpflege und -koordination zwischen pazifistischen Gruppen, Instituten und Personen.
Als Basis des internationalen Völkerrechts formulierte der siebte Allgemeine Friedenskongress im September 1896 in einer Resolution folgende Grundsätze:
1. Das Prinzip der Rechte und der Moral der Völker gleicht dem Prinzip des Rechtes und der Moral des Einzelnen.
2. Kein Volk darf sich selbst Recht verschaffen.
3. Kein Staat darf einem andern den Krieg erklären.
4. Alle Zwistigkeiten zwischen Völkern sollen auf dem Wege der rechtlichen Entscheidung zum Austrag gebracht werden.
5. Die Selbständigkeit jedes Volkes ist unverletzlich.
6. Es gibt kein Recht der Eroberung.
7. Alle Völker haben das Recht der Notwehr.
8. Die Völker haben das unveräußerliche und unverjährbare Recht, frei über sich zu verfügen.
9. Alle Völker sind einander solidarisch.[2]

Als erster Präsident der Organisation wirkte bis 1907 Frederik Bajer, der 1908 als Ehrenpräsident ebenfalls einen Friedensnobelpreis erhielt. Élie Ducommun wurde der erste Generalsekretär und erhielt in dieser Funktion den Friedensnobelpreis bereits 1902. Als Sitz der Organisation wurde die Stadt Bern in der Schweiz gewählt und das oberste Entscheidungsgremium stellte die jährliche Mitgliederversammlung dar. Ducommun führte die Amtsgeschäfte bis zu seinem Tod 1906, sein Nachfolger wurde der Schweizer Jurist Charles Albert Gobat, der 1902 als Vertreter der Interparlamentarischen Union gemeinsam mit Ducommun den Nobelpreis erhalten hatte.
Mit dem Beginn des Ersten Weltkriegs 1914 begann die erste Krise für die Organisation, vor allem durch die Einstellung der Geldmittel durch die Carnegie-Stiftung für Internationalen Frieden. Diese gründete in Paris ein konkurrierendes Internationales Friedensbüro. Als Gobat 1914 starb, übernahm Henry Golay die Geschäfte und versuchte, das Büro aus der Krise zu bringen. Während des Krieges unterstützte das Büro vor allem die Mächte gegen Deutschland und Österreich-Ungarn, doch erst nach dem Kriegseintritt der USA sowie der Oktoberrevolution in Russland folgten Stellungnahmen der Organisation.
Nach dem Krieg spielte das Büro keine entscheidende Rolle in der Friedenspolitik. 1924 wurde das Sekretariat nach Genf verlegt, die Teilnehmerzahlen an den organisierten Konferenzen gingen jedoch weiter zurück und das Interesse an einer Zusammenarbeit mit anderen Gruppen schwand und nahm auch während des Zweiten Weltkriegs nicht wieder zu.
Golay verstarb im Jahr 1950, das Friedensbüro wurde im gleichen Jahr aufgelöst. 1964 wurde es als International Peace Bureau wiedergegründet. Es wird 2022 von den Co-Präsidenten Lisa Clark und Philipp Jennings geleitet.